# Lunini kraterji
Lúnini kráterji so udarni kraterji na Zemljini Luni. Lunino površje ima veliko kraterjev, ki so v večini nastali s trki.

## Zgodovina
Besedo krater je povzel Galilei iz starogrške besede za posodo (starogrško Κρατήρ – grška posoda za mešanje vina in vode). Galilei je izdelal svoj prvi daljnogled leta 1609 in ga prvič usmeril proti Luni 30. novembra 1609. V nasprotju s tedanjim splošnim mnenjem je odkril, da Luna ni popolna sfera, ampak ima tako gore in čašaste depresije, katere je imenoval kraterji.
Znanstveno mnenje o izvoru kraterjev se je v naslednjih stoletjih izmenjevalo. Najbolj znane teorije so bile:
- luknje na Luni nastale z ognjeniškimi izbruhi
- meteoritski trki
- teorija znana kot Welteislehre (doktrina večnega ledu), razvita v Avstriji in Nemčji med obema svetovnima vojnama, ki je za tvorjenje kraterjev predlagala ledeniško delovanje.

Dokazi, ki so jih zbrali med programom Apollo in z robotskimi plovili iz istega časa, so dokončno pokazali, da so bili meteoritski ali asteroidni trki za večje kraterje vir skoraj vseh Luninih kraterjev, ter kot posledica tudi večine kraterjev na drugih telesih v Osončju.
Nastanek kraterjev raziskuje nadzorni program Luninih trkov pri Nasi. Največjo zapisano tvorbo je povzročil trk 17. marca 2013. Eksplozijo, vidno s prostim očesom, je verjetno povzročil približno 40-kilogramski meteoroid, ki je zadel Lunino površje s hitrostjo 90000 km/h.

## Značilnosti
Ker na Luni ni vode, atmosfere ali tektonskih plošč, je malo erozije, in so kraterji stari več kot dve milijardi let. Starost velikih kraterjev je določena s številom manjših kraterjev, ki jih večji vsebujejo. V starejših kraterjih se v splošnem nakopičijo manjši kraterji.
Velikost najmanjših kraterjev je mikroskopska. Našli so jih v skalah, ki so jih z Lune prinesli na Zemljo. Premer največjega kraterja je približno 291 km in leži blizu Luninega južnega pola. Vendar se domneva, da je veliko Luninih morij nastalo z velikanskimi trki, ki so povzročili depresije, napolnjene z lavo.
Kraterji imajo tipično nekatere od naslednjih ali vse značilnosti:
- okoliško območje s snovjo, izbrizgano s tal ob nastanku karterja. Ta snov je zaradi krajše izpostavjenosti Sončevemu sevanju običajno v senci svetlejša kot starejša snov.
- dvigneni rob z izvrženimi snovmi, ki so se naložile nazaj zelo blizu.
- kraterjeva stena, navzdol nagnjeni del kraterja.
- kraterjevo dno, bolj ali manj gladko, ravno območje, kjer se s staranjem kopičijo manjši kraterji.
- osrednja izboklina, ki so jo našli le v nekaterih kraterjih s premeri večjimi od 26 km. To je v splošnem pojav brizganja, povzročen zaradi kinetične energije trkajočega telesa, ki se je spremenila v toploto in stopila nekaj Lunine snovi.